# International Hockey League
IHL (ang. International Hockey League) – Międzynarodowa Liga Hokeja, w której uczestniczyły drużyny hokeja na lodzie z USA i Kanady, działająca w latach 1945–2001. Wcześniej, od 1929 do 1936 r., istniała inna liga o tej samej nazwie.